# Sabicea asperula
Sabicea asperula är en måreväxtart som först beskrevs av John Ball, och fick sitt nu gällande namn av Herbert Fuller Wernham. Sabicea asperula ingår i släktet Sabicea och familjen måreväxter. Inga underarter finns listade i Catalogue of Life.